# 望月信成
望月 信成（もちづき しんじょう、1899年6月14日 - 1990年5月28日）は、日本の美術史学者。

## 経歴
出生から修学期
1899年、京都府京都市で生まれた。東京帝国大学文学部美学美術史学科を卒業し、大学院は京都帝国大学大学院に進んだ。1929年に京都帝国大学大学院を修了。
卒業後の1929年9月に、恩賜京都国立博物館鑑査員となった。1931年4月より文部省帝国美術院付属美術研究所嘱託を勤め、1936年に大阪市美術館主事に転じた。
戦後
1949年9月に大阪市立美術館館長に任命され、1950年には大阪市立大学教授にも任命された。大阪府史跡名勝天然記念物調査協力委員など多数の役職を兼ね、大阪の文化の発展に尽くした。1965年に大阪市立美術館を定年退職した後は、帝塚山学院大学教授として教鞭をとった。
宗門においても知恩院など文化財の保護に努め、1964年に大僧正となった。1990年に肝不全のため死去。
委員・役員
- 大阪府史跡名勝天然記念物調査協力委員
- 大阪財務局書画骨董調査協力会委員
- 社会教育委員会委員
- 大阪市理事
- 大阪ユネスコ協会理事
- 大阪府文化財専門委員
- 大阪緑化委員
- 大阪屋外広告物審議会委員
- 兵庫県美術館建設委員会委員
- 知恩院保存会委員
- 浄土宗本派審議会委員

## 受賞・栄典
- 1966年：梅原猛・佐和隆研との共著『仏像・心とかたち』で毎日出版文化賞受賞。
- 大阪市文化賞を受賞。
- 1970年：勲四等旭日小綬章を受章[1]。

## 研究内容・業績
- 博物館勤務を通じて文化財の保存と保護に努め、また関西の文化の発展に尽くした。
- 美学研究者としては仏教美術・南画研究を専門とした。美術鑑定の面でも活動し、重要文化財の発見という業績も挙げた。

## 家族・親族
- 父：望月信亨は仏教史学者。『仏教大辞典』の著者であり、知恩院管長も勤めた。

## 著作
著書
- 『宇治・醍醐』京阪電気鉄道(趣味の京阪叢書) 1939
- 『呉春　東洋美術文庫』アトリヱ社 1940
- 『日本上代の彫刻』創元社 1943
- 『仏像仏画の話』仏教文書伝導協会(仏教布教大系) 1949
- 『美の観音』創元社 1960
- 『日本の水墨画』河原書店(日本の美と教養) 1967
- 『わびの芸術』創元社 1967
- 『常識としての仏像知識』浄土宗宗務庁 1975
- 『ひと筋の細い道』清文堂出版 1984
- 『仏像をみる』学生社 1986
- 『神・仏と日本人』学生社 1987
- 『地蔵菩薩』学生社 1989
- 『阿弥陀如来』学生社 1991

著作集
- 『日本仏教美術史 望月信成集』(昭和仏教全集) 教育新潮社 1968

共編著
- 『法然上人絵大鑑』井川定慶共編　小林写真製版所出版部 1932
- 『広隆寺』編 山本湖舟写真工芸部 1963
- 『仏像 心とかたち』(正・続) 佐和隆研・梅原猛共著　日本放送出版協会(NHKブックス) 1965
  - 新装版 2018年
- 『大阪の文化財』上田宏範・藤本篤共著 毎日放送文化双書 1973
- 『日本仏教美術秘宝 諸家愛蔵』編　三彩社 1973